# Абдукаримов, Сейтжан
Сейтжан Абдукаримов (род. 3 января 1941, Фрунзе, Южно-Казахстанская область) — советский спортсмен (вольная борьба). Мастер спорта СССР. Заслуженный тренер Республики Казахстан. 7-кратный чемпион Казахской ССР, бронзовый призёр чемпионата СССР (1966).

## Биография
Учился и работал в профессионально-техническом училище № 12 города Джамбула (1957—1965). Учился в Казахском uосударственном институте физической культуры и спорта Алма-Ата, 1965—1969). Старшиq тренер спортивной школы молодёжи Джамбульской области (1970—1973). Государственный тренер по борьбе Комитета по физической культуре и спорту при Совете Министров Казахской ССР (1973—1974). Старший тренер по борьбе Республиканской школы высшего спортивного мастерства Алма-Аты (1974—1977). Председатель Актюбинского областного комитета по физической культуре и спорту при Облисполкоме (1977—1983). Директор СРДЮСШОР по классической борьбе (1983—1984). Заведующий кафедрой физической культуры Джамбульского технологического института легкой и текстильной промышленности (1984—1988). Старший преподаватель, заведующий кафедрой Физического воспитания Джамбульского педагогического института (1988—1996). Начальник комитета по делам молодежи, туризма и спорта Джамбульской области (с 1997). Старший преподаватель кафедры «Спортивные игры» Таразского государственного университета имени М. Х. Дулати (1998—2001). Доцент Таразского института Международного казахско-турецкого университета имени А. Ясави (2001—2008). Доцент Таразского инновационно-гуманитарного университета (с 2008).
Воспитал 17 мастеров спорта СССР, двух призёров чемпионата СССР по вольной борьбе.
Депутат Фрунзенского района Актюбинска (1977). Член совета ветеранов ТИГУ, член совета ветеранов спорта Жамбылской области. Отличник образования Республики Казахстан; звание «Почетный деятель спорта Республики Казахстан».